# Chabreloche
Chabreloche település Franciaországban, Puy-de-Dôme megyében. Lakosainak száma 1164 fő (2022. január 1.). Chabreloche Cervières, Noirétable, Les Salles, Arconsat, Celles-sur-Durolle és Viscomtat községekkel határos.

## Népesség
A település népességének változása:
| Lakosok száma | 1261 | 1228 | 1257 | 1220 | 1210 | 1200 | 1189 | 1177 | 1164 |
|               | 2013 | 2015 | 2016 | 2017 | 2018 | 2019 | 2020 | 2021 | 2022 |